# Cambridge City (Indiana)
Cambridge City is een plaats (town) in de Amerikaanse staat Indiana, en valt bestuurlijk gezien onder Wayne County.

## Demografie
Bij de volkstelling in 2000 werd het aantal inwoners vastgesteld op 2121.
In 2006 is het aantal inwoners door het United States Census Bureau geschat op 2010, een daling van 111 (-5,2%).

## Geografie
Volgens het United States Census Bureau beslaat de plaats een oppervlakte van
2,7 km², geheel bestaande uit land. Cambridge City ligt op ongeveer 283 m boven zeeniveau.

## Plaatsen in de nabije omgeving
De onderstaande figuur toont nabijgelegen plaatsen in een straal van 12 km rond Cambridge City.

## Geboren
- Larry Crockett (1926-1955), coureur